# Pływanie na Letnich Igrzyskach Olimpijskich 1956 – 200 m stylem klasycznym kobiet
200 m stylem klasycznym kobiet – jedna z konkurencji pływackich rozgrywanych podczas XVI Igrzysk Olimpijskich w Melbourne. Eliminacje odbyły się 29 listopada, a finał 30 listopada 1956 roku.
Mistrzynią olimpijską została Niemka Ursula Happe, ustanawiając w finale nowy rekord olimpijski (2:53,1). Srebrny medal wywalczyła reprezentująca Węgry Éva Székely (2:54,8), która triumfowała w tej konkurencji cztery lata wcześniej. Na najniższym stopniu podium znalazła się Eva-Maria ten Elsen z Niemiec (2:55,1). 

## Rekordy
Przed zawodami rekord świata i rekord olimpijski wyglądały następująco:
| Rekord            | Zawodniczka  | Czas   | Miejsce  | Data              |       |
| ----------------- | ------------ | ------ | -------- | ----------------- | ----- |
| Rekord świata     | Ada den Haan | 2:46,4 | Naarden  | 13 listopada 1956 | [ 1 ] |
| Rekord olimpijski | Éva Novák    | 2:54,0 | Helsinki | 29 lipca 1952     | [ 2 ] |

W trakcie zawodów ustanowiono następujące rekordy:
| Data         | Etap konkurencji | Zawodnik     | Czas   | Rekord |
| ------------ | ---------------- | ------------ | ------ | ------ |
| 30 listopada | finał            | Ursula Happe | 2:53,1 | OR     |

## Wyniki

### Eliminacje
| Miejsce | Wyścig | Zawodniczka         | Państwo           | Czas   | Uwagi |
| ------- | ------ | ------------------- | ----------------- | ------ | ----- |
| 1.      | 1      | Ursula Happe        | { Niemcy          | 2:54,1 | Q     |
| 2.      | 1      | Klára Killermann    | Węgry             | 2:54,6 | Q     |
| 3.      | 1      | Elenor Gordon       | Wielka Brytania   | 2:55,4 | Q     |
| 4.      | 2      | Éva Székely         | Węgry             | 2:55,8 | Q     |
| 5.      | 2      | Vinka Jeričević     | Jugosławia        | 2:56,0 | Q     |
| 6.      | 2      | Eva-Maria ten Elsen | Niemcy            | 2:57,5 | Q     |
| 7.      | 1      | Mary Jane Sears     | Stany Zjednoczone | 2:58,2 | Q     |
| 8.      | 2      | Christine Gosden    | Wielka Brytania   | 2:58,2 | Q     |
| 9.      | 2      | Jytte Hansen        | Dania             | 2:59,8 |       |
| 10.     | 1      | Colette Goossens    | Belgia            | 3:00,5 |       |
| 11.     | 2      | Éva Novák-Gerard    | Belgia            | 3:02,7 |       |
| 12.     | 2      | Barbara Evans       | Australia         | 3:03,6 |       |
| 13.     | 1      | Elena Zennaro       | Włochy            | 3:05,2 |       |
| 14.     | 1      | Ria Tobing          | Indonezja         | 3:14,2 |       |

### Finał
| Miejsce | Zawodniczka         | Państwo           | Czas   | Uwagi |
| ------- | ------------------- | ----------------- | ------ | ----- |
| 1. !    | Ursula Happe        | Niemcy            | 2:53,1 | OR    |
| 2. !    | Éva Székely         | Węgry             | 2:54,8 |       |
| 3. !    | Eva-Maria ten Elsen | Niemcy            | 2:55,1 |       |
| 4.      | Vinka Jeričević     | Jugosławia        | 2:55,8 |       |
| 5.      | Klára Killermann    | Węgry             | 2:56,1 |       |
| 6.      | Elenor Gordon       | Wielka Brytania   | 2:56,1 |       |
| 7.      | Mary Jane Sears     | Stany Zjednoczone | 2:57,2 |       |
| 8.      | Christine Gosden    | Wielka Brytania   | 2:59,2 |       |